# Ерофеевский спуск
Ерофеевский спуск — улица в исторической части города Владимир. Проходит, как продолжение Муромской улицы, под Мономаховым мостом на Большой Московской улице до Лыбедской магистрали, за которой имеет продолжением улицу Горького. Протяжённость улицы около 575 м.

## История
Улица прошла глубоким оврагом. Современное название официально закрепилось за улицей к концу XIX века.
Название улицы, по-видимому, связано с фамилией местного землевладельца 2-й половины XIX века. Предположительно, им мог быть Прокопий Васильевич Ерофеев († ок. 1874), в 1856 году купивший с аукциона старинный дом разорившегося купца Якова Кузьмича Абросимова (дом был крайним, пятым домом от Большой улицы (ныне — Большой Московской) после дома Лазарева, двух домов П. В. Козлова и дома И. И. Петровского). В 1851 году этот участок до реки Лыбедь был замощён, но какого-то названия не имел.
В 1864 году городские власти решили устроить прямое сообщение Троицкой стороны города с Базарной площадью, для чего срыть оставшиеся от древних укреплений валы, разобрать каменную мостовую в овраге и подсыпать земли в него, взяв её из вала. В 1864 году проект предлагаемых работ выполнил городской архитектор Тиден, земляной вал для соединения Троицкой улицы (ныне — улица Подбельского) с торговой площадью был прорыт.
Весной 1869 года Ерофеев получил разрешение достроить к своим каменным домам «по дороге к Лыбеди близ Торговой площади и городского вала» каменный двухэтажный дом с подвалом «предположительно под казарменное помещение». Проведённая сверка плана местности и её застройки с Высочайше утверждённым 30 марта 1794 года планом города оказалось, что эта местность распланирована как площадь, и с Ерофеева взяли подписку, что при надобности он сломает своё строение.
В 1905 году городские власти Владимира предприняли попытку переименовать Ерофеевский спуск в Ирининский съезд, но новое название не прижилось.
Название улицы — Ерофеевский спуск — было подтверждено постановлением президиума Владимирского горсовета № 55 от 24 декабря 1927 года.
В советское время по улице был проложен маршрут троллейбуса № 6 «Площадь Свободы — Загородный парк»